# ¡Dejarme solo!
Pour les articles homonymes, voir Solo.
 (octobre 2023).
Si vous disposez d'ouvrages ou d'articles de référence ou si vous connaissez des sites web de qualité traitant du thème abordé ici, merci de compléter l'article en donnant les références utiles à sa vérifiabilité et en les liant à la section « Notes et références ».
¡Dejarme solo! est un album de Michel Portal, sorti en 1980 et comportant 8 morceaux.
Pour cet album, il a utilisé la technique du re-recording : Michel Portal est le seul musicien de tout l'album, il s'est enregistré sur plusieurs pistes pour toutes les mixer à la fin.
Sur cet album, il joue du saxophone alto, du saxophone ténor, de la clarinette, de la clarinette basse, de la clarinette contrebasse, du tenora, du soprano, du sopranino, du bandonéon et des percussions.
¡Dejarme solo! veut dire laisse-moi seul ! en espagnol.

## Titres de l'album
1. En El Campo (3:45)
2. Desert Sun (4:15)
3. African Ritual (6:38)
4. Give Me A Chance (4:02)
5. Buffone (3:16)
6. Tenoras (1:19)
7. ¡ Dejarme solo ! (2:26)
8. Bat Sarrou (3:09)